# Grandate
Grandate é uma comuna italiana da região da Lombardia, província de Como, com cerca de 2.896 habitantes. Estende-se por uma área de 2 km², tendo uma densidade populacional de 1448 hab/km². Faz fronteira com Casnate con Bernate, Como, Luisago, Montano Lucino, Villa Guardia.

## Demografia
| Variação demográfica do município entre 1861 e 2011                               |
|                                                                                   |
| Fonte: Istituto Nazionale di Statistica (ISTAT) - Elaboração gráfica da Wikipedia |

## Cidades-irmãs
- Pocé-sur-Cisse, França